# Приз имени Нэнси Либерман
Приз имени Нэнси Либерман (англ. Nancy Lieberman Award) — это ежегодная награда, вручаемая Залом славы баскетбола лучшему разыгрывающему защитнику в студенческом женском баскетболе. Премия названа в честь известной в прошлом разыгрывающей «Олд Доминион Монархс» Нэнси Либерман, которая установила рекорд женской НБА в составе команды «Финикс Меркури», став самым возрастным игроком лиги, была включена в Зал славы в 1996 году. Эта премия является аналогом приза имени Боба Коузи в студенческом мужском баскетболе. Трофей был учреждён американской спортивной организацией Rotary Club of Detroit и впервые вручён Сью Бёрд из Коннектикутского университета в сезоне 1999/2000 годов.
Награда присуждается игроку, который является примером для всех других, показывая на баскетбольной площадке лидерские качества, видение игры и навыки владения мячом, тем самым олицетворяя на арене все качества Нэнси Либерман. Выбор номинанток, количество которых постоянно меняется, осуществляется посредством голосования среди спортивных обозревателей всей страны. Оглашение имени победителя проходит во время «Финала четырёх» турнира NCAA, а церемония награждения — в следующую среду в спортивном клубе Детройта посредством Rotary Club of Detroit. Начиная с 2014 года, когда лауреатом стала Одисси Симс из Бэйлорского университета, эта премия вручается Залом славы баскетбола, который назначает специальную комиссию, а та в свою очередь выбирает победителя из числа претенденток.
Ряд игроков — Сью Бёрд, Дайана Таурази, Скайлар Диггинс, Морайя Джефферсон, Сабрина Ионеску, Пейдж Бекерс и Кейтлин Кларк — получали этот приз несколько раз, причём Бёрд, Ионеску и Кларк становились его обладательницами по три раза. Чаще других победителями этой номинации становились баскетболистки Коннектикутского университета, которые лидируют с очень большим отрывом (10 раз). Игроки «Коннектикут Хаскис» почти всегда (8 раз), когда выигрывали эту премию, завоёвывали чемпионский титул NCAA, исключением стали только сезоны 2000/2001 годов и 2020/2021 годов.

## Легенда
| *               | Становились лауреатами Приза имени Джеймса Нейсмита (1983—), Приза имени Джона Вудена (2004—) или Приза имени Маргарет Уэйд (1978—) |
| Игрок (X)       | Количество титулов баскетболисток                                                                                                   |
| Университет (X) | Количество титулов университетов |
| Университет     | Студенческая команда, за которую выступала обладательница награды, стала чемпионом NCAA                                             |

## Победители
| Сезон   | Игрок                 | Фото | Университет                                | Год обучения           | PPG  | RPG | APG  | Примечания |
| ------- | --------------------- | ---- | ------------------------------------------ | ---------------------- | ---- | --- | ---- | ---------- |
| 1999/00 | Сью Бёрд              |      | Коннектикутский университет                | Второй                 | 10,9 | 2,5 | 4,3  | [ 1 ]      |
| 2000/01 | Сью Бёрд (2)          |      | Коннектикутский университет (2)            | Третий                 | 10,9 | 2,6 | 5,0  | [ 2 ]      |
| 2001/02 | Сью Бёрд* (3)         |      | Коннектикутский университет (3)            | Четвёртый              | 14,4 | 3,4 | 5,9  | [ 3 ]      |
| 2002/03 | Дайана Таурази*       |      | Коннектикутский университет (4)            | Третий                 | 17,9 | 6,1 | 4,4  | [ 4 ]      |
| 2003/04 | Дайана Таурази* (2)   |      | Коннектикутский университет (5)            | Четвёртый              | 16,2 | 4,0 | 4,9  | [ 5 ]      |
| 2004/05 | Темика Джонсон        |      | Университет штата Луизиана                 | Четвёртый              | 10,4 | 3,3 | 7,7  | [ 6 ]      |
| 2005/06 | Айвори Латта          |      | Университет Северной Каролины в Чапел-Хилл | Третий                 | 18,4 | 2,1 | 5,2  | [ 7 ]      |
| 2006/07 | Линдсей Хардинг*      |      | Университет Дьюка                          | Четвёртый              | 13,6 | 4,0 | 3,9  | [ 8 ]      |
| 2007/08 | Кристи Толивер        |      | Мэрилендский университет в Колледж-Парке   | Третий                 | 17,1 | 3,4 | 7,4  | [ 9 ]      |
| 2008/09 | Рене Монтгомери       |      | Коннектикутский университет (6)            | Четвёртый              | 16,5 | 2,1 | 5,1  | [ 10 ]     |
| 2009/10 | Андреа Райли          |      | Университет штата Оклахома в Стиллуотере   | Четвёртый              | 26,7 | 3,4 | 6,5  | [ 11 ]     |
| 2010/11 | Кортни Вандерслут     |      | Университет Гонзаги                        | Четвёртый              | 19,8 | 8,4 | 10,2 | [ 12 ]     |
| 2011/12 | Скайлар Диггинс       |      | Университет Нотр-Дам                       | Третий                 | 16,8 | 3,3 | 5,7  | [ 13 ]     |
| 2012/13 | Скайлар Диггинс (2)   |      | Университет Нотр-Дам (2)                   | Четвёртый              | 17,1 | 3,5 | 6,1  | [ 14 ]     |
| 2013/14 | Одисси Симс*          |      | Бэйлорский университет                     | Четвёртый              | 28,5 | 4,6 | 4,7  | [ 15 ]     |
| 2014/15 | Морайя Джефферсон     |      | Коннектикутский университет (7)            | Третий                 | 12,4 | 2,9 | 4,9  | [ 16 ]     |
| 2015/16 | Морайя Джефферсон (2) |      | Коннектикутский университет (8)            | Четвёртый              | 12,6 | 2,5 | 5,5  | [ 17 ]     |
| 2016/17 | Келси Плам*           |      | Вашингтонский университет                  | Четвёртый              | 31,7 | 5,1 | 4,8  | [ 18 ]     |
| 2017/18 | Сабрина Ионеску       |      | Орегонский университет                     | Второй                 | 19,7 | 6,7 | 7,8  | [ 19 ]     |
| 2018/19 | Сабрина Ионеску* (2)  |      | Орегонский университет (2)                 | Третий                 | 19,9 | 7,4 | 8,2  | [ 20 ]     |
| 2019/20 | Сабрина Ионеску* (3)  |      | Орегонский университет (3)                 | Четвёртый              | 17,5 | 8,6 | 9,1  | [ 21 ]     |
| 2020/21 | Пейдж Бекерс*         |      | Коннектикутский университет (9)            | Первый                 | 20.0 | 4.9 | 5.8  | [ 22 ]     |
| 2021/22 | Кейтлин Кларк         |      | Айовский университет                       | Второй                 | 27.0 | 8.0 | 8.0  | [ 23 ]     |
| 2022/23 | Кейтлин Кларк* (2)    |      | Айовский университет (2)                   | Третий                 | 27.8 | 7.1 | 8.6  | [ 24 ]     |
| 2024/25 | Кейтлин Кларк* (3)    |      | Айовский университет (3)                   | Четвёртый              | 31.6 | 7.4 | 8.9  | [ 25 ]     |
| 2024/25 | Пейдж Бекерс* (2)     |      | Коннектикутский университет (10)           | Четвёртый (отложенный) | 19.9 | 4.4 | 4.6  | [ 26 ]     |